# Karin Janson
Karin Janson, född 1982 i Stora Skedvi, är en svensk författare och journalist. Hon har studerat kulturjournalistik vid Umeå universitet och tidigare arbetat på Dalarnas tidningar. Karin Janson är bosatt i Stockholm och i Stora Skedvi. 
Karin Janson debuterade 2016 med ljudboken Byvalla, utgiven på Storytel. Hon skriver romaner i genren feelgood, med en humoristisk touch.